# Матриця порівняння
Матриця порівняння — поняття з лінійної алгебри. Нехай A = (aij) — комплексна матриця n × n . Матриця порівняння M(A) = (αij) комплексної матриці A визначається як 
{\displaystyle \alpha _{ij}={\begin{cases}-|a_{ij}|&{\text{якщо }}i\neq j,\\|a_{ij}|&{\text{якщо }}i=j.\end{cases}}}